# Carpostalagma signata
Carpostalagma signata là một loài bướm đêm thuộc phân họ Arctiinae, họ Erebidae.